# Le Voyage d'Amélie
Pour plus de détails, voir Fiche technique et Distribution.
Le Voyage d'Amélie est un film français réalisé par Daniel Duval, sorti en 1974.

## Fiche technique
- Titre français : Le Voyage d'Amélie
- Réalisation : Daniel Duval, assisté de Jean Achache
- Scénario : Daniel Duval
- Photographie : Théo Robichet
- Musique : Maurice Vander
- Pays de production :  France
- Date de sortie : 1974

## Distribution
- Louise Chevalier : Amélie
- Daniel Duval : Dan
- Stéphane Bouy : Oslo
- Max Morel : Max
- Myriam Boyer : Solange